# Ergebnisse der Kommunalwahlen in Kaufbeuren
In den folgenden Listen werden die Ergebnisse der Kommunalwahlen in Kaufbeuren aufgelistet. Es werden die Ergebnisse der Stadtratswahlen seit 1996 angegeben.
Es werden nur diejenigen Parteien und Wählergruppen aufgelistet, die bei wenigstens einer Wahl mindestens zwei Prozent der gültigen Stimmen erhalten haben. Bei mehrmaligem Überschreiten dieser Grenze werden auch Ergebnisse ab einem Prozent aufgeführt.

## Parteien
- CSU: Christlich-Soziale Union in Bayern
- FDP: Freie Demokratische Partei
- Grüne: Bündnis 90/Die Grünen
- SPD: Sozialdemokratische Partei Deutschlands
- Linke: Die Linke
- AfD: Alternative für Deutschland

## Wählergruppen
- FW: Freie Wähler
- KI: Kaufbeurer Initiative e.V.
- WI: Wähler-Initiative
  - 2008 als: Wähler Initiative Neugablonz e.V.
- Gen.KF: Generation KF

## Stadtratswahlen

### Stimmenanteile der Parteien in Prozent
| Jahr                          | Wbt.1   | CSU   | FW    | KI    | SPD   | Grüne | FDP  | WI  | Linke | AfD  | Gen. KF |
| ----------------------------- | ------- | ----- | ----- | ----- | ----- | ----- | ---- | --- | ----- | ---- | ------- |
| 1996                          | unbek.2 | 29,6  | 16,6  | 14,9  | 22,5  | 7,3   | 4,2  | 5,0 | –     | –    | –       |
| 2002                          | 45,1    | 38,7  | 16,2  | 12,1  | 15,6  | 5,5   | 6,6  | 5,3 | –     | –    | –       |
| 2008                          | 47,8    | 44,4  | 12,5  | 12,6  | 10,9  | 7,0   | 7,9  | 4,7 | –     | –    | –       |
| 2014                          | 45,57   | 36,13 | 17,78 | 14,36 | 13,49 | 9,78  | 8,45 | –   | –     | –    | –       |
| 2020                          | 47,98   | 31,62 | 15,44 | 8,97  | 6,68  | 18,89 | 3,65 | –   | 1,82  | 3,57 | 9,17    |
| 1 Wahlbeteiligung 2 unbekannt |         |       |       |       |       |       |      |     |       |      |         |

### Sitzverteilung
Zu beachten ist, dass neben den gewählten Stadträten auch der Oberbürgermeister dem Gremium „Stadtrat“ angehört. Die in diesem Absatz als Gesamtzahl an Sitzen genannte Zahl berücksichtigt nur die Stadträte ohne Oberbürgermeister.
Die folgende Aufstellung gibt die Sitzverteilung an, die sich aus dem jeweiligen Wahlergebnis ergeben hat.
| Jahr                                                                                     | Gesamt* | CSU | FW | KI | SPD | Grüne | FDP | WI | Linke | AfD | Gen. KF |
| ---------------------------------------------------------------------------------------- | ------- | --- | -- | -- | --- | ----- | --- | -- | ----- | --- | ------- |
| 1996                                                                                     | 40      | 12  | 7  | 6  | 9   | 3     | 1   | 2  | –     | –   | –       |
| 2002                                                                                     | 40      | 16  | 7  | 5  | 6   | 2     | 2   | 2  | –     | –   | –       |
| 2008                                                                                     | 40      | 19  | 5  | 5  | 4   | 3     | 3   | 1  | –     | –   | –       |
| 2014                                                                                     | 40      | 15  | 7  | 6  | 5   | 4     | 3   | –  | –     | –   | –       |
| 2020                                                                                     | 40      | 13  | 6  | 4  | 3   | 7     | 1   | –  | 1     | 1   | 4       |
| * Dem Gremium „Stadtrat“ gehört neben den Stadträten auch noch der Oberbürgermeister an. |         |     |    |    |     |       |     |    |       |     |         |

## Nachweise
1. ↑  ok-vote.de: Stadt Kaufbeuren – Wahl des Stadtrats 2020 (Memento des Originals vom 20. März 2020 im Internet Archive)  Info: Der Archivlink wurde automatisch eingesetzt und noch nicht geprüft. Bitte prüfe Original- und Archivlink gemäß Anleitung und entferne dann diesen Hinweis.